# A Wizard, a True Star
A Wizard, a True Star è un album in studio del musicista rock statunitense Todd Rundgren, pubblicato nel 1973.

## Tracce
Tutte le tracce sono di Todd Rundgren tranne dove indicato.
Side 1: The International Feel (In 8)
1. International Feel – 2:50
2. Never Never Land (Betty Comden, Adolph Green, Jule Styne) – 1:34
3. Tic Tic Tic It Wears Off (strumentale) – 1:14
4. You Need Your Head – 1:02
5. Rock & Roll Pussy – 1:08
6. Dogfight Giggle – 1:05
7. You Don't Have to Camp Around – 1:03
8. Flamingo (strumentale) – 2:34
9. Zen Archer – 5:35
10. Just Another Onionhead/Da da Dali – 2:23
11. When the Shit Hits the Fan/Sunset Blvd. – 4:02
12. Le Feel Internacìonále – 1:51

Side 2: A True Star
1. Sometimes I Don't Know What to Feel – 4:16
2. Does Anybody Love You? – 1:31
3. Medley: I'm So Proud / Ooh Baby Baby / La La Means I Love You / Cool Jerk (Curtis Mayfield, Smokey Robinson, Warren "Pete" Moor - accreditato a Al Cleveland & Renaldo "Obie" Benson; William Hart, Thom Bell, Donald Storball) – 10:34
4. Hungry for Love – 2:18
5. I Don't Want to Tie You Down – 1:56
6. Is It My Name? – 4:01
7. Just One Victory – 4:59